# Xoanodera caudata
Xoanodera caudata es una especie de escarabajo longicornio del género Xoanodera, tribu Cerambycini, subfamilia Cerambycinae. Fue descrita científicamente por Holzschuh en 2010.

## Descripción
Mide 15,1 milímetros de longitud.

## Distribución
Se distribuye por Malasia (Borneo).